# NTHL1
NTHL1 (англ. Nth like DNA glycosylase 1) – білок, який кодується однойменним геном, розташованим у людей на короткому плечі 16-ї хромосоми. Довжина поліпептидного ланцюга білка становить 312 амінокислот, а молекулярна маса — 34 390.
| 10         |  | 20         |  | 30         |  | 40         |  | 50         |
| ---------- |  | ---------- |  | ---------- |  | ---------- |  | ---------- |
| MCSPQESGMT |  | ALSARMLTRS |  | RSLGPGAGPR |  | GCREEPGPLR |  | RREAAAEARK |
| SHSPVKRPRK |  | AQRLRVAYEG |  | SDSEKGEGAE |  | PLKVPVWEPQ |  | DWQQQLVNIR |
| AMRNKKDAPV |  | DHLGTEHCYD |  | SSAPPKVRRY |  | QVLLSLMLSS |  | QTKDQVTAGA |
| MQRLRARGLT |  | VDSILQTDDA |  | TLGKLIYPVG |  | FWRSKVKYIK |  | QTSAILQQHY |
| GGDIPASVAE |  | LVALPGVGPK |  | MAHLAMAVAW |  | GTVSGIAVDT |  | HVHRIANRLR |
| WTKKATKSPE |  | ETRAALEEWL |  | PRELWHEING |  | LLVGFGQQTC |  | LPVHPRCHAC |
| LNQALCPAAQ |  | GL         |  |            |  |            |  |            |

A: Аланін

C: Цистеїн

D: Аспарагінова кислота

E: Глутамінова кислота

F: Фенілаланін

G: Гліцин

H: Гістидин

I: Ізолейцин

K: Лізин

L: Лейцин

M: Метіонін

N: Аспарагін

P: Пролін

Q: Глутамін

R: Аргінін

S: Серин

T: Треонін

V: Валін

W: Триптофан

Кодований геном білок за функціями належить до ліаз, гідролаз, глікозидаз, фосфопротеїнів. 
Задіяний у таких біологічних процесах, як пошкодження ДНК, репарація ДНК. 
Білок має сайт для зв'язування з іонами металів, іоном заліза, групою 4Fe-4S, залізо-сірчаною групою. 
Локалізований у ядрі, мітохондрії.